# Stefano Allocchio
Stefano Allocchio (Milaan, 18 maart 1962) is een voormalig Italiaans wielrenner. Hij stond bekend als sprinter en won onder meer vier (deel-) etappes in de Ronde van Italië.

## Belangrijkste overwinningen
1983
- Italiaans kampioen ploegenachtervolging (baan), amateurs
- Italiaans kampioen Americain (baan), amateurs met Brunelli

1984
- Italiaans kampioen ploegenachtervolging (baan), amateurs

1985
- 8e etappe deel A Giro d'Italia
- 11e etappe Giro d'Italia
- Italiaans kampioen Puntenkoers (baan), Profs

1988
- 2e etappe Ronde van Puglia

1989
- Proloog Tirreno-Adriatico
- 8e etappe Vuelta a España
- Italiaans kampioen Puntenkoers (baan), Profs

1990
- 3e etappe deel A Giro d'Italia
- 7e etappe Giro d'Italia

## Resultaten in voornaamste wedstrijden
| Jaar | Ronde van Italië | Ronde van Frankrijk | Ronde van Spanje |
| ---- | ---------------- | ------------------- | ---------------- |
| 1985 | 132e (2)         |                     |                  |
| 1986 | 132e             | opgave              |                  |
| 1987 | 128e             | 129e                |                  |
| 1988 | 114e             |                     |                  |
| 1989 | 140e             |                     | 137e (1)         |
| 1990 | 162e (2)         |                     |                  |
| 1991 | 132e             |                     |                  |
| 1992 | opgave           |                     |                  |
| 1993 | 110e             |                     |                  |

| Jaar | Milaan-San Remo | Gent-Wevelgem |
| ---- | --------------- | ------------- |
| 1985 | 19e             |               |
| 1986 | 82e             |               |
| 1987 | 33e             | 105e          |
| 1988 | 33e             |               |
| 1989 |                 |               |
| 1990 |                 |               |
| 1991 | 59e             |               |
| 1992 | 64e             |               |
| 1993 |                 |               |